# Komarani
Komarani (Servisch cyrillisch Комарани) is een plaats in de Servische gemeente Nova Varoš. De plaats telt 346 inwoners (2002).